# Кевін Дюрант

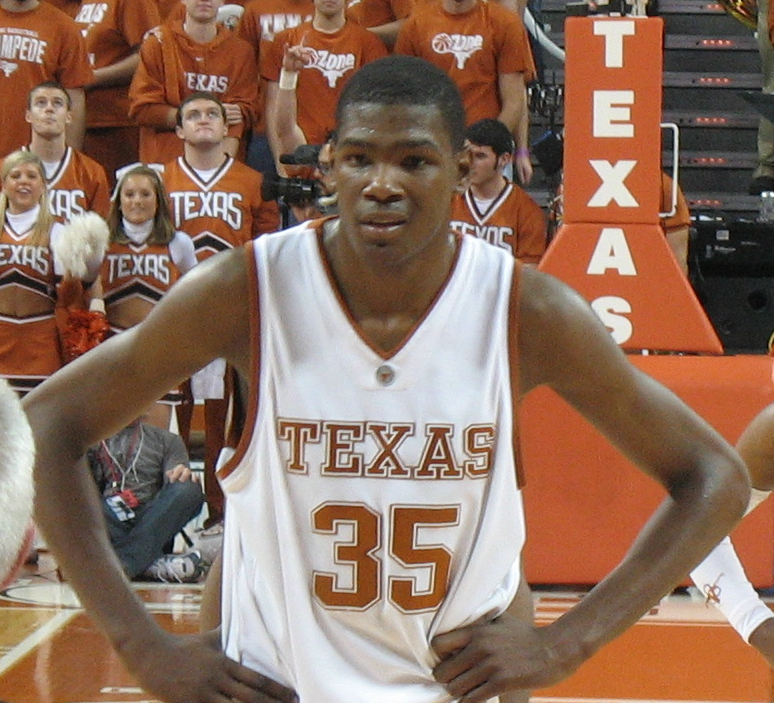
Кевін Дюрант у формі Техаського університету (2007 рік)

Ке́він Вейн Дюрант (англ. Kevin Wayne Durant; 29 вересня 1988) — американський професійний баскетболіст, гравець клубу НБА «Фінікс Санз». Основна позиція — легкий форвард, хоча може грати і на позиції атакуючого захисника. Обраний під 2 номером на драфті 2007 року клубом «Сіетл Суперсонікс».

## Кар'єра в НБА

### Роки в Оклахомі (2007—2016)
У дебютному сезоні 2007-08 років Дюрант отримав звання новачка року, 5 разів був названий новачком місяця. Дебютував в НБА 31 жовтня 2007 року, набравши у своїй першій грі 18 очок, зробивши 5 підбирань та 3 перехоплення. Перший дабл-дабл записав на свій рахунок в останній грі дебютного сезону , поставивши особисті рекорди за кількістю очок (42 за гру) та підбирань (13 за гру). Середні 20.3 очка за гру в дебютному сезоні — рекордний показник в історії клубу. Протягом сезону Дюранта п'ять разів визнавали новачком місяця.
У сезоні 2008-09 Дюрант став найціннішим гравцем матчу новачків НБА (він набрав 46 очок і встановив рекорд результативності для цього змагання).
У сезоні 2009—2010 років Дюрант посів другу сходинку у голосуванні за звання найціннішого гравця НБА, поступившись лише Леброну Джеймсу. Дюрант за результатами голосування потрапив до складу першої команди НБА. Найпомітніший стратегічний показник, котрий підтверджує справедливість цих результатів — перше місце Дюранта в НБА за результативністю в сезоні 2009-10 років. Кевін став наймолодшим гравцем в історії, який здобув звання найрезультативнішого за підсумками сезону. Також у сезоні 2009-10 років Дюрант вперше взяв участь у грі всіх зірок НБА.
У сезоні 2010-11 років Дюрант вдруге був обраний учасником матчу всіх зірок НБА. Також він вдруге поспіль посів перше місце в лізі за результативністю.

### Голден Стейт Ворріорз (2016—2019)
У липні 2016 року Дюрант оглосив про свій намір приєднатися до «Голден Стейт Ворріорз». Фани «Оклахоми» погано сприйняли цю ідею, враховуючи, що саме «Ворріорз» спинили «Оклахому» в фіналі конференції сезону 2015—2016 років. Саме після цієї поразки Дюрант вирішив перейти в чи не найсильнішу команду 2010-х років, бажаючи спільно з нею виграти Лігу.
З «Голден Стейт Ворріорз» Кевін виграв чемпіонат у сезоні 2016—2017 років, ставши найціннішим гравцем фінальної серії. У ній Дюрент ставав найкращим за закинутими очками в кожній грі, а його середні показники склали 35.2 очок, 8.4 підбирань та 5.4 асистів.
У наступному сезоні Дюрант показав найкращий результат в кар'єрі за блокшотами в «регулярці» (119), став другим наймолодшим гравцем, який закинув 20 000 очок у НБА, та вдруге поспіль став найціннішим гравцем фінальної серії.

### Фінікс Санз (2023–)
У лютому 2023-го року «Бруклін Нетс» неочікувано обміняли Дюранта та Воррена на чотирьох молодих гравців та піки на драфті. Під час оформлення переходу Кевін відновлювався від травми, тож, дебютувавши 1-го березня, вже за тиждень він повторно травмувався на розминці. Тим не менш, із ним у складі на момент завершення «регулярки» «Фінікс Санз» мали 8-матчеву безпрограшну серію.

### Статистика кар'єри в НБА

#### Регулярний сезон
| Сезон            | Команда              | GP  | GS  | MPG  | FG%  | 3P%  | FT%  | RPG | APG | SPG | BPG | PPG  |
| ---------------- | -------------------- | --- | --- | ---- | ---- | ---- | ---- | --- | --- | --- | --- | ---- |
| 2007–08          | Сіетл Суперсонікс    | 80  | 80  | 34.6 | .430 | .288 | .873 | 4.4 | 2.4 | 1.0 | .9  | 20.3 |
| 2008–09          | Оклахома-Сіті Тандер | 74  | 74  | 39.0 | .476 | .422 | .863 | 6.5 | 2.8 | 1.3 | .7  | 25.3 |
| 2009–10          | Оклахома-Сіті Тандер | 82  | 82  | 39.5 | .476 | .365 | .900 | 7.6 | 2.8 | 1.4 | 1.0 | 30.1 |
| 2010–11          | Оклахома-Сіті Тандер | 78  | 78  | 38.9 | .462 | .350 | .880 | 6.8 | 2.7 | 1.1 | 1.0 | 27.7 |
| 2011–12          | Оклахома-Сіті Тандер | 66  | 66  | 38.6 | .496 | .387 | .860 | 8.0 | 3.5 | 1.3 | 1.2 | 28.0 |
| 2012–13          | Оклахома-Сіті Тандер | 81  | 81  | 38.5 | .510 | .416 | .905 | 7.9 | 4.6 | 1.4 | 1.3 | 28.1 |
| 2013–14          | Оклахома-Сіті Тандер | 81  | 81  | 38.5 | .503 | .391 | .873 | 7.4 | 5.5 | 1.3 | .7  | 32.0 |
| 2014–15          | Оклахома-Сіті Тандер | 27  | 27  | 33.8 | .510 | .403 | .854 | 6.6 | 4.1 | .9  | .9  | 25.4 |
| 2015–16          | Оклахома-Сіті Тандер | 72  | 72  | 35.8 | .505 | .388 | .898 | 8.2 | 5.0 | 1.0 | 1.2 | 28.2 |
| Кар'єра          | Кар'єра              | 641 | 641 | 37.8 | .483 | .380 | .882 | 7.0 | 3.7 | 1.2 | 1.0 | 27.4 |
| Матчі всіх зірок | Матчі всіх зірок     | 7   | 5   | 26.7 | .518 | .311 | .900 | 5.6 | 2.9 | 1.6 | .3  | 25.6 |

#### Плей-оф
| Сезон   | Команда              | GP | GS | MPG  | FG%  | 3P%  | FT%  | RPG | APG | SPG | BPG | PPG  |
| ------- | -------------------- | -- | -- | ---- | ---- | ---- | ---- | --- | --- | --- | --- | ---- |
| 2010    | Оклахома-Сіті Тандер | 6  | 6  | 38.5 | .350 | .286 | .871 | 7.7 | 2.3 | .5  | 1.3 | 25.0 |
| 2011    | Оклахома-Сіті Тандер | 17 | 17 | 42.5 | .449 | .339 | .838 | 8.2 | 2.8 | .9  | 1.1 | 28.6 |
| 2012    | Оклахома-Сіті Тандер | 20 | 20 | 41.9 | .517 | .373 | .864 | 7.4 | 3.7 | 1.5 | 1.2 | 28.5 |
| 2013    | Оклахома-Сіті Тандер | 11 | 11 | 44.1 | .455 | .314 | .830 | 9.0 | 6.3 | 1.3 | 1.1 | 30.8 |
| 2014    | Оклахома-Сіті Тандер | 19 | 19 | 42.9 | .460 | .344 | .810 | 8.9 | 3.9 | 1.0 | 1.3 | 29.6 |
| 2016    | Оклахома-Сіті Тандер | 18 | 18 | 40.3 | .430 | .282 | .890 | 7.1 | 3.3 | 1.0 | 1.0 | 28.4 |
| Кар'єра | Кар'єра              | 91 | 91 | 41.9 | .455 | .329 | .848 | 8.0 | 3.7 | 1.1 | 1.2 | 28.8 |

## Національна збірна
У складі збірної США Дюрант — переможець чемпіонату світу 2010 року, на якому набирав в середньому за гру по 22.1 очки та робив по 6.2 підборів, за що був визнаний націннішим гравцем турніру.